# Velázquez (Uruguay)

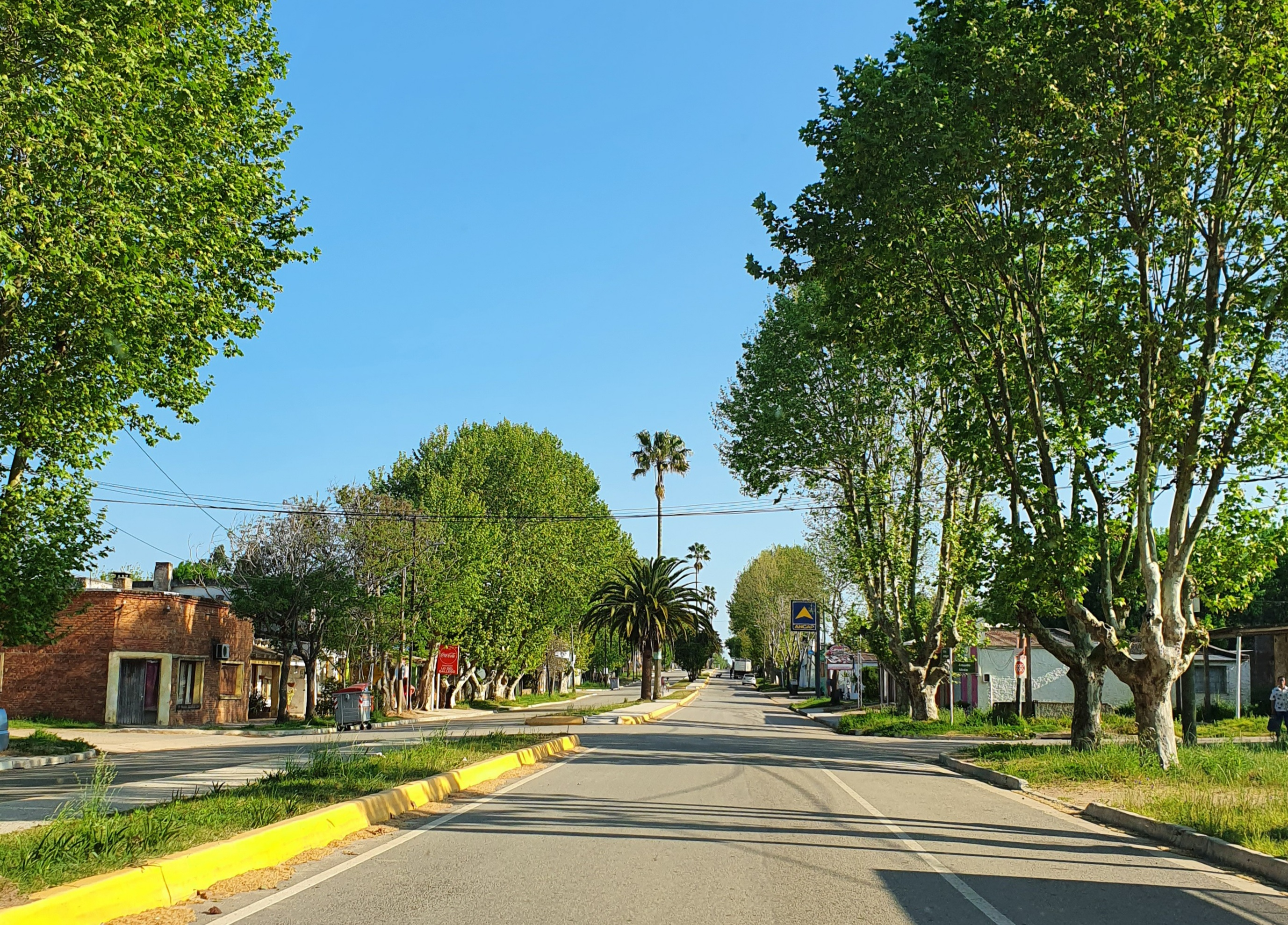
Velázquez, Hauptstrasse (2020)

Velázquez ist eine Kleinstadt in Uruguay.

## Geographie
Sie befindet sich auf dem Gebiet des Departamento Rocha südlich des Stausees Embalse de la India Muerta. Im Süden des Ortes erstreckt sich die Sierra de la India Muerta, während östlich die Cuchilla de Spalato gelegen ist. Im Westen wird das Ortsgebiet von Velázquez zunächst durch den dort verlaufenden Bach Diamante und ab dessen Einmündung in den Arroyo Sarandí de la Paloma von letzterem begrenzt. Östlich des Ortes fließt in wenigen Kilometern Entfernung der Arroyo de las Espinas, der nördlich der Ortschaft gemeinsam mit dem Arroyo Sarandí de la Paloma den Arroyo de la India Muerta bildet.

## Geschichte
Am 28. Oktober 1919 wurde Velázquez durch das Gesetz Nr. 7019 zunächst in die Kategorie „Pueblo“ eingestuft, bevor am 1. Juli 1953 die Klassifizierung als „Villa“ im Rahmen der gesetzlichen Regelung Nr. 11965 erfolgte.

## Infrastruktur
Durch den Ort führen sowohl die Ruta 13 als auch die Ruta 15.

## Einwohner
Die Einwohnerzahl von Velázquez betrug bei der Volkszählung des Jahres 2011 1.022, davon 508 männliche und 514 weibliche.
| Jahr | Einwohner |
| ---- | --------- |
| 1963 | 1.017     |
| 1975 | 1.054     |
| 1985 | 1.031     |
| 1996 | 1.018     |
| 2004 | 1.084     |
| 2011 | 1.022     |

Quelle: Instituto Nacional de Estadística de Uruguay